# 1899 Crommelin
1899 Crommelin је астероид главног астероидног појаса са средњом удаљеношћу од Сунца која износи 2,264 астрономских јединица (АЈ).
Апсолутна магнитуда астероида је 13,3.